# San Dionisio del Mar
San Dionisio del Mar es una población del estado mexicano de Oaxaca, localizada en el istmo de Tehuantepec en el sureste del estado. Es cabecera del municipio del mismo nombre.

## Historia
La historia del origen de la población de San Dionisio del Mar es una tradición análoga a la contada como origen de poblaciones vecinas como San Francisco del Mar o San Mateo del Mar y en la que se cuenta el origen del pueblo huave.
De acuerdo a la tradición los huaves eran originarios de lo que hoy es Nicaragua, desde donde trasladaron a las llanuras del istmo de Tehuantepec. Encontraron dichas llanuras pobladas por los mixes, con quienes tuvieron algún conflicto pero que finalmente y de forma pacífica se retiraron de las llanuras a las montañas donde hoy habitan, dejando a los huaves en posesión de las llanuras.
Esto cambió cuando dichas llanuras fueron invadidas por zapotecos y mexicas, quienes desplazaron a los huaves que se refugiaron en la zona costera, en los bajos de la Laguna Superior y la Laguna Inferior.

## Localización y demografía
San Dinisio del Mar está localizado en el sureste del estado de Oaxaca, en una península que divide la laguna Superior de la Inferior. Sus coordenadas geográficas son 16°19′18″N 94°45′25″O / 16.32167, -94.75694 y a una altitud de 13 metros sobre el nivel mar. Su principal vía de comunicación es una carretera de terracería que la une hacia el norte con la Carretera Federal 200 en territorio del municipio de Santiago Niltepec. Además una brecha la une con Chicapa de Castro y Unión Hidalgo.
De acuerdo al Censo de Población y Vivienda realizado en 2010 por el Instituto Nacional de Estadística y Geografía, la población de San Dionisio del Mar es de 3 140 habitantes, de los que 1 582 son hombres y 1 558 son mujeres.